# Oxytate kanishkai
Oxytate kanishkai là một loài nhện trong họ Thomisidae.
Loài này thuộc chi Oxytate. Oxytate kanishkai được Pawan U. Gajbe miêu tả năm 2008.